# Semimetall
|  | Aquest article tracta sobre el grup d'elements de la taula periòdica (metal·loides). Si cerqueu el tipus de sòlid en funció de la seva conductivitat, vegeu «semi metalls». |

Els semimetalls són una de les tres categories principals d'elements químics, que tenen propietats químiques intermèdies entre metalls i els no-metalls. Els elements que tots els autors consideren semimetalls són sis: bor (B), silici (Si), germani (Ge), arsènic (As), antimoni (Sb), tel·luri (Te). Segons diferents criteris algunes fonts també hi inclouen alguns dels següents: bismut (Bi), poloni (Po) i àstat (At).
Semimetalls
| Grup    | 13  | 14    | 15    | 16    | 17    |
| Període |     |       |       |       |       |
| 2       | 5 B |       |       |       |       |
| 3       |     | 14 Si |       |       |       |
| 4       |     | 32 Ge | 33 As |       |       |
| 5       |     |       | 51 Sb | 52 Te |       |
| 6       |     |       |       |       | 85 At |

Malgrat una aparença metàl·lica, la diferència principal amb els metalls és que tendeixen a ser semiconductors en lloc de conductors elèctrics. En la taula periòdica són en la diagonal des de la part superior esquerra (grup 13) a la inferior dreta en el bloc p, fent de frontera entre els metalls i no-metalls.
Des de mitjan segle xx els han anomenat «metal·loides» («metall» més la terminació -oide, que ve del grec εἶδος, eîdos, 'forma', 'aparença'), però és una denominació ambigua perquè abans es denominava amb aquest terme als no-metalls. La Unió Internacional de Química Pura i Aplicada (IUPAC) el 1971 va proposar de substituir-lo pel terme «semimetalls», amb el prefix llatí semi-, que significa 'no completament, quasi'.

## Definició
| Element    | 1a energia d'ionització (kJ/mol) | Electronegativitat de Pauling | Estructura de la banda electrònica |
| ---------- | -------------------------------- | ----------------------------- | ---------------------------------- |
| β-bor      | 800                              | 2,04                          | Semiconductor                      |
| α-silici   | 786                              | 1,90                          | Semiconductor                      |
| α-germani  | 762                              | 2,01                          | Semiconductor                      |
| α-arsènic  | 944                              | 2,18                          | Quasimetall                        |
| α-antimoni | 830                              | 2,05                          | Quasimetall                        |
| α-tel·luri | 869                              | 2,10                          | Semiconductor                      |
| àstat      | 899                              | 2,2                           | Semiconductor                      |

No hi ha acord complet en alguns dels elements que formen part dels semimetalls. Una proposta de definició indica que els semimetalls, a l'estat estàndard, han de complir tres requisits:
1. Una estructura de bandes electròniques d'un semiconductor.
2. Una primera energia d'ionització entre 750-1 000 kJ/mol.
3. Una electronegativitat de Pauling entre 1,9 i 2,2.[11][4]

Hi ha sis elements comunament reconeguts sense discussió com a semimetalls: bor (B), silici (Si), germani (Ge), arsènic (As), antimoni (Sb), tel·luri (Te). Aquests criteris donen una base útil per establir una definició més formal d'un semimetall per aquells altres elements on no hi ha acord. El seleni té una primera energia d'ionització de 941 kJ/mol i de vegades es descriu com a semiconductor, té una energia de la banda prohibida de 1,7–2,4 eV, més alta que la dels altres semimetalls (inferiors a 1,55 eV) però inferior al llindar de 4 eV a partir del qual es consideren aïllants. Tanmateix, té una electronegativitat de 2,55 que és massa alta. El poloni té una primera energia d'ionització de 812,1 kJ/mol i una electronegativitat de 2,0, però té una estructura de bandes de tipus metàl·lic. En aquest sentit, el seleni es classifica millor com a no-metall i el poloni com a metall. L'àstat es pot considerar raonablement com un semimetall o un metall.

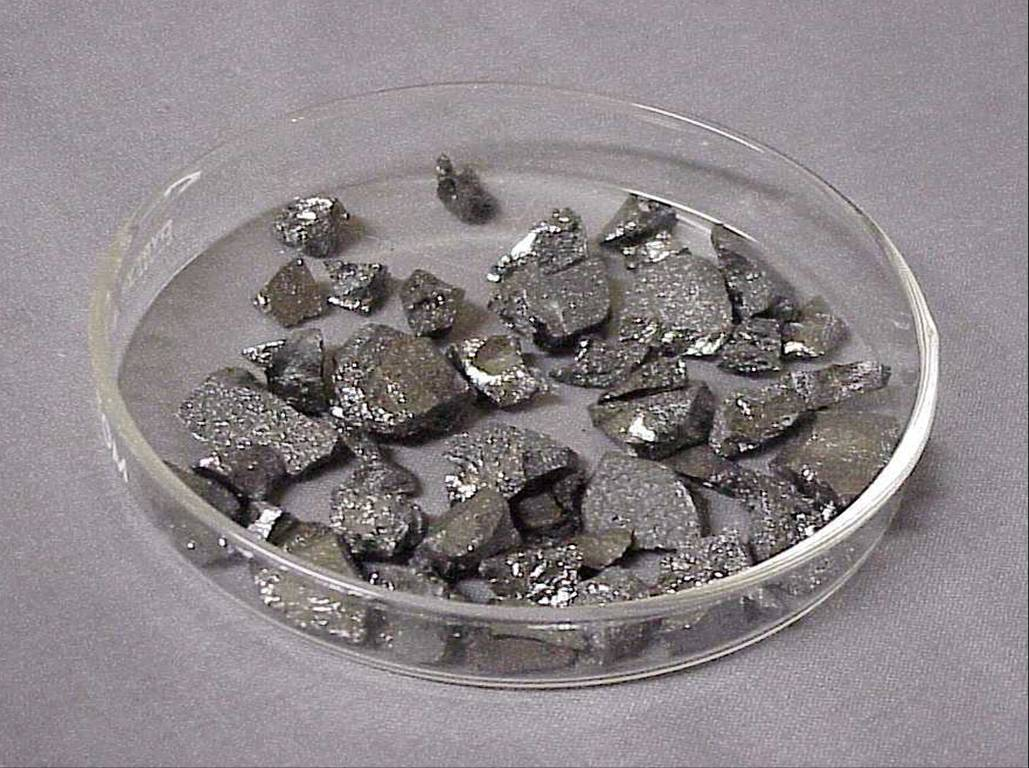
Bor
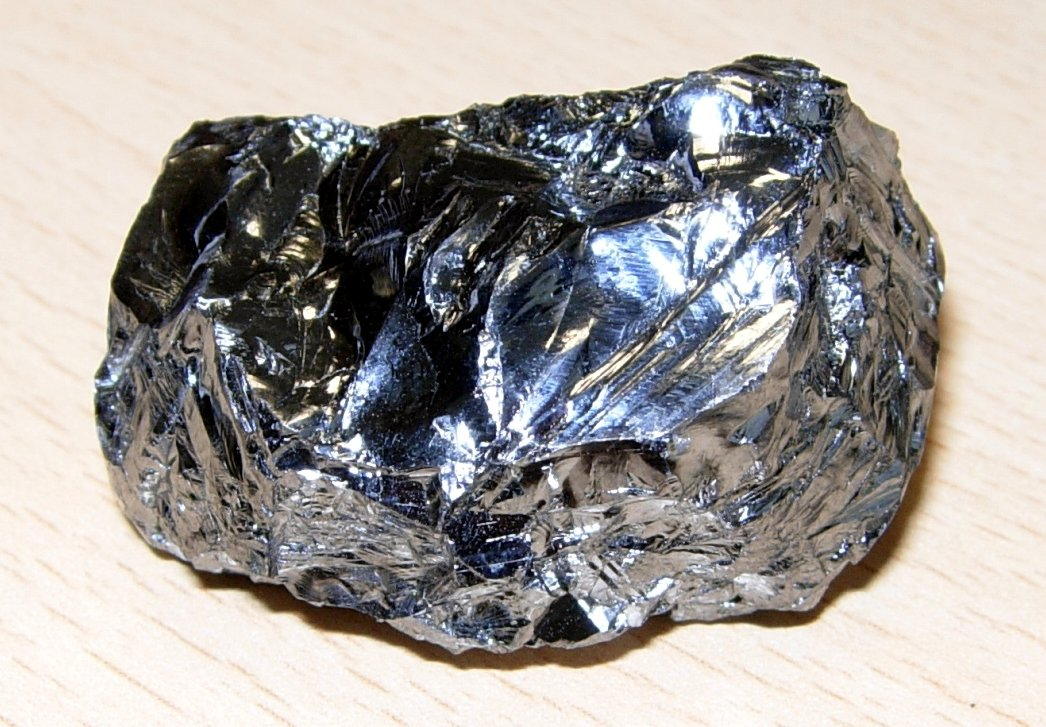
Silici
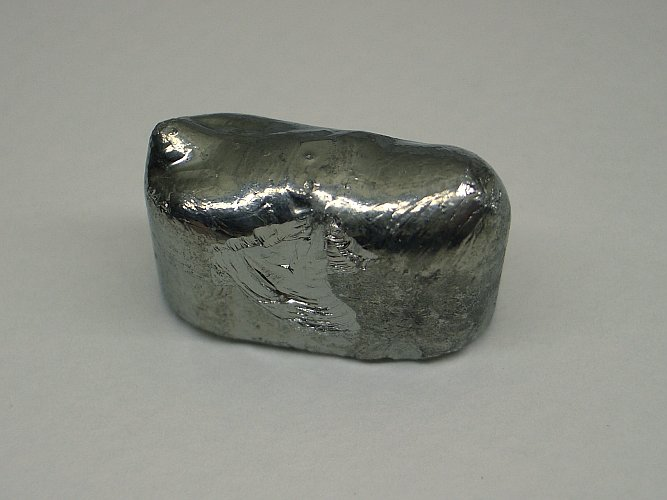
Germani
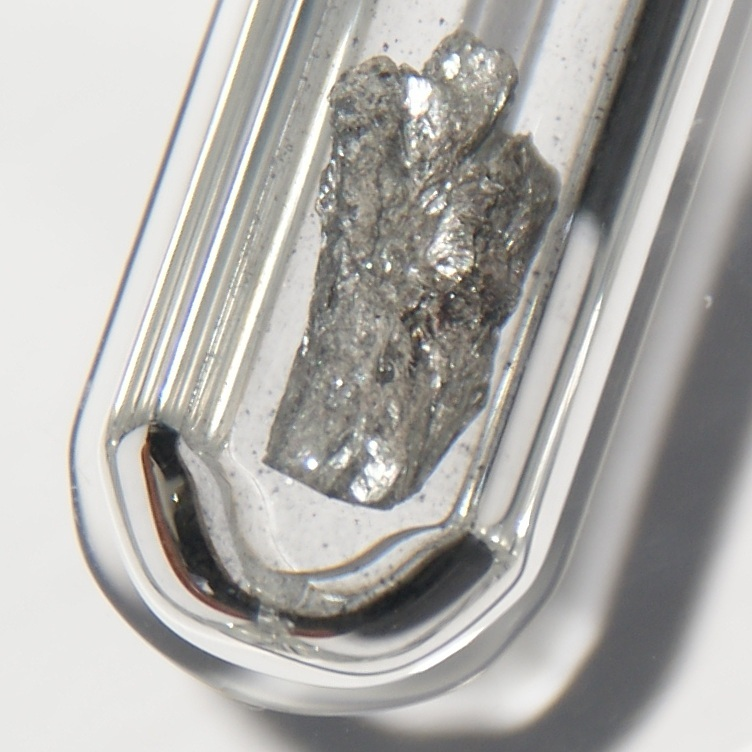
Arsènic
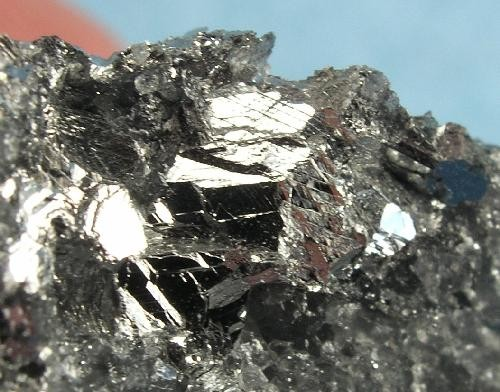
Antimoni
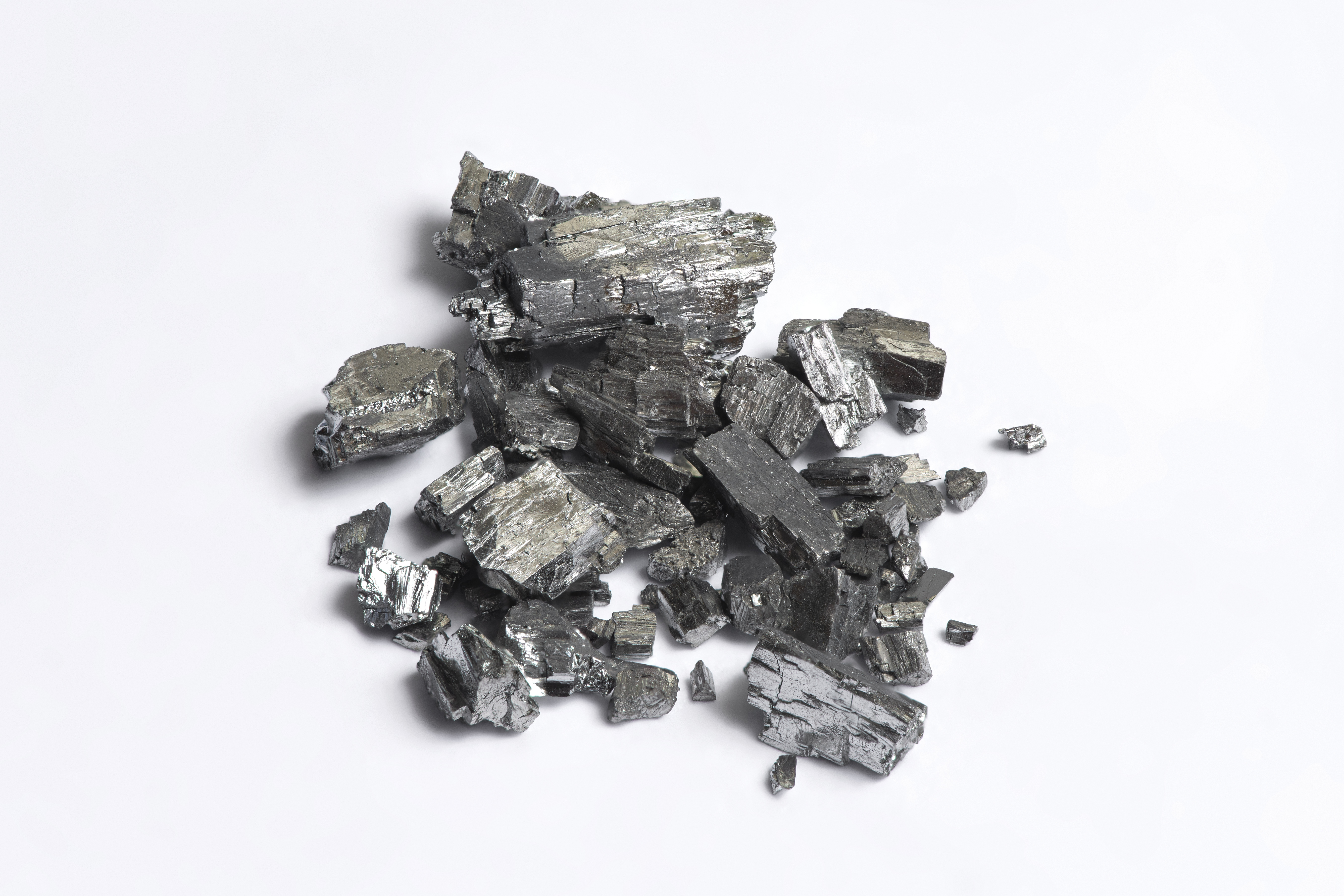
Tel·luri

## Abundància
El silici és el segon element en abundància, representa el 28 %, més d'i, quart de la massa de l'escorça de la Terra. El bor és el següent semimetall en abundància, però a gran distància del silici, ja que ocupa la posició 38a quant a abundància a l'escorça terrestre amb una concentració mitjana de 10 ppm (mg/kg). El germani és el següent i ocupa la posició 52a en abundància amb una concentració mitjana de 2 ppm. L'arsenic segueix el germani quant a abundància amb una concentració mitjana d'1,5 ppm. L'antimoni ocupa la posició 63 a l'escorça amb una concentració de 0,2 ppm i el tel·luri és el menys abundant dels semimetalls, és el 72è amb una concentració de 5 ppb (μg/kg).

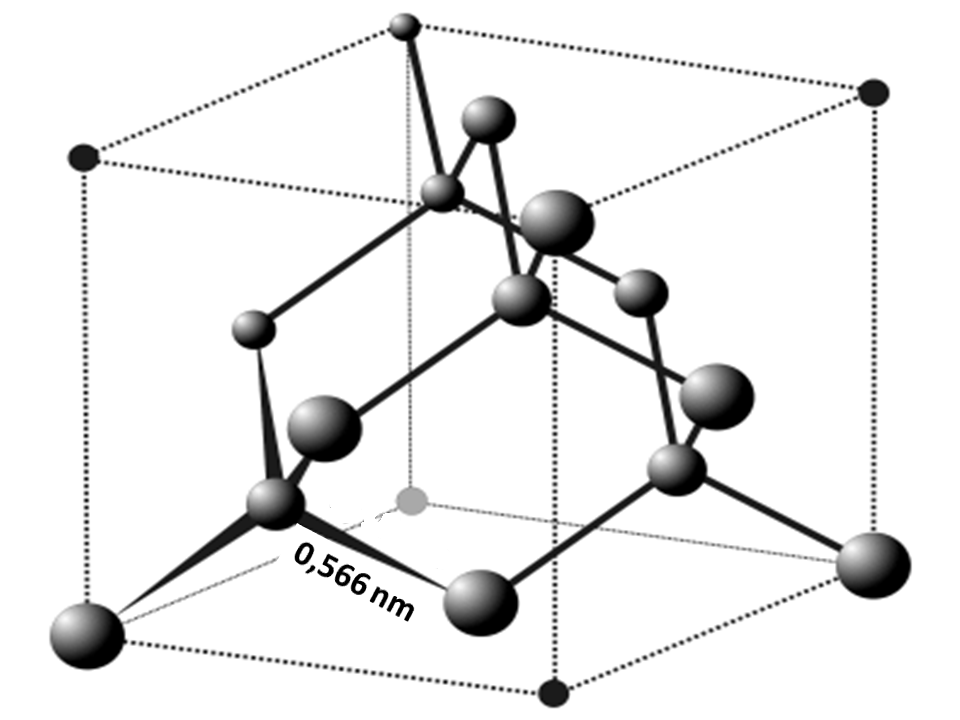
Estructura del germani.

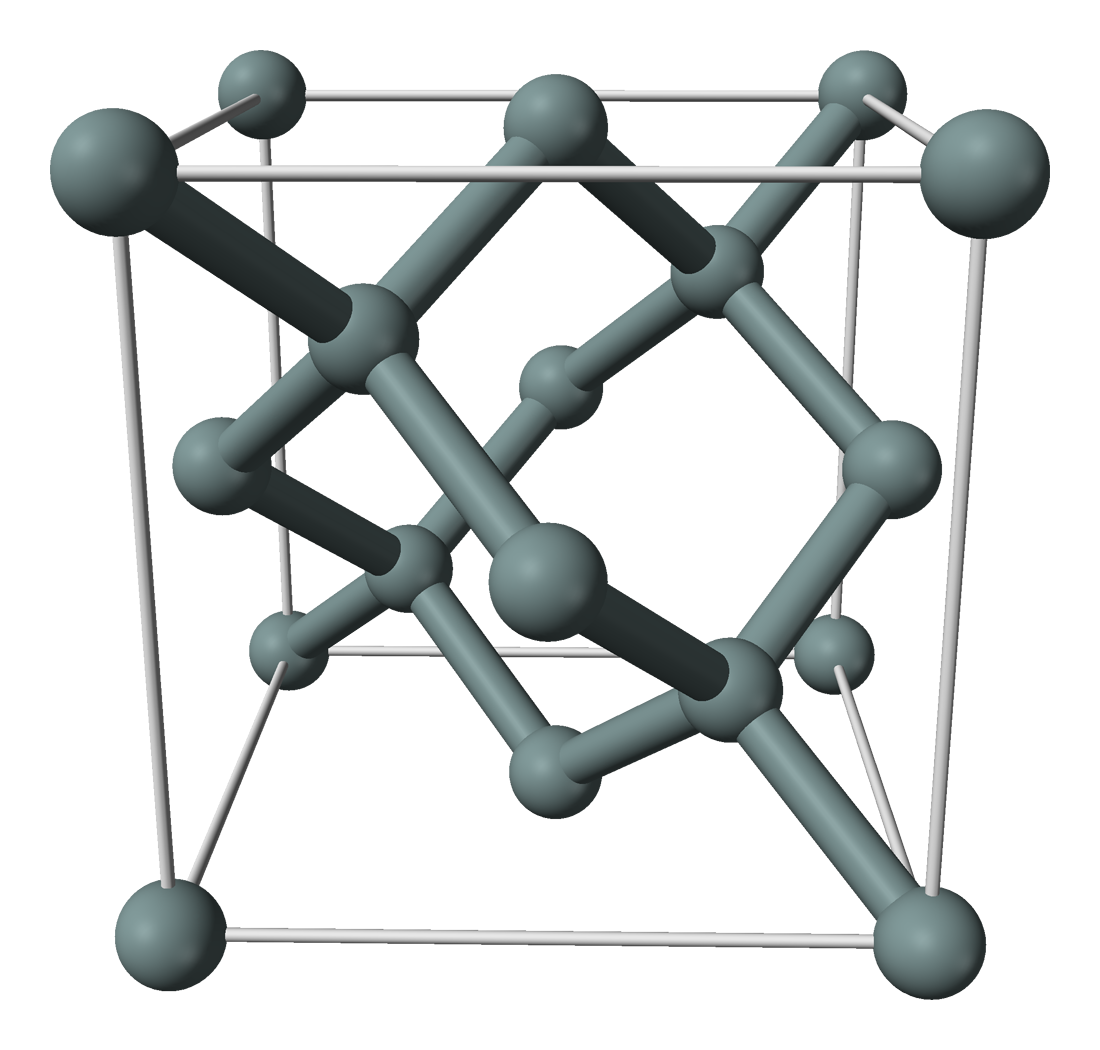
Estructura del silici.

## Estructures
Mentres els metalls formen cristalls on els àtoms són enllaçats mitjançant enllaç metàl·lic, els semimetalls tenen una estructura cristal·lina que resulta de l'enllaç covalent. El silici elemental, l'antimoni, l'arsènic, el germani i el tel·luri tenen un llustre brillant i, per tant, semblen metalls. El germani i el silici tenen una estructura de diamant quan es cristal·litzen. Els àtoms del cristall tenen enllaços covalents que els ancoren a quatre àtoms veïns a les cantonades d'un tetraedre. Les molècules tridimensionals massives són cristalls simples de germani i silici. L'arsènic té diversos al·lòtrops, amb l'al·lotrop més estable que té una estructura en capes composta de làmines d'àtoms d'arsènic. Els àtoms d'arsènic estan units a altres tres àtoms que els envolten. L'antimoni i l'arsènic tenen estructures similars a l'estructura del grafit, disposades en una xarxa. Mentrestant, el tel·luri té cristalls a l'interior que contenen infinites cadenes espirals d'àtoms de tel·luri. El bor forma un icosaedre amb àtoms de bor a cada cantonada i l'estructura cristal·lina és transparent. La disposició més comuna dels àtoms és aquella en què estan extremadament junts, amb els enllaços bor-bor que tenen una longitud aproximada de 176 pm. També hi ha altres formes dels icosaedres, que tenen diferents disposicions dels àtoms de bor. El silici forma fàcilment compostos amb oxigen, i crea enllaços en format Si–O–Si. Aquests enllaços són extremadament importants en la formació de minerals, una mica anàlegs als enllaços de carboni que tenen una importància fonamental en la formació de compostos orgànics en plantes i animals.

## Propietats

### Propietats físiques

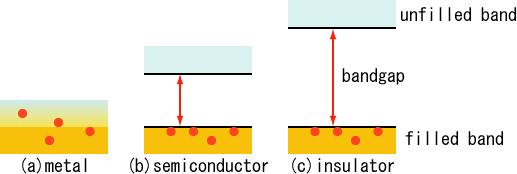

Una de les característiques més destacades dels semimetalls és que presenten propietats de semiconductors. Segons la teoria de bandes en els metalls no existeix diferència d'energia entre la banda de valència, ocupada pels electrons, i la banda de conducció perquè es troben superposades, la qual cosa fa que a qualsevol temperatura els metalls siguin bons conductors de l'electricitat ja que els electrons poden moure's lliurament per aquesta banda de conducció. Pel que fa als no-metalls, en la majoria la diferència d'energia es prou alta perquè dificulti el pas d'electrons de la banda de valència a la banda de conducció a temperatures normals, per exemple el valor de l'energia de la banda prohibida (diferència d'energia entre la banda de conducció i la banda de valència) del carboni diamant és de 5,5 eV o la del sofre 4,2 eV, per la qual cosa són aïllants. En el cas dels semiconductors la banda prohibida té poca energia, la qual cosa fa que sigui possible que, en elevar la temperatura o per acció de la llum, alguns electrons puguin adquirir energia suficient per situar-se en la banda de conducció. La conductivitat doncs, pot ser controlada amb la temperatura, amb la llum o dopant de semiconductor amb altres espècies que aportin més electrons.
|                                            | B            | Si           | Ge                | As                | Sb                | Te                |
| ------------------------------------------ | ------------ | ------------ | ----------------- | ----------------- | ----------------- | ----------------- |
| Configuració electrònica                   | [He] 2s² 2p¹ | [Ne] 3s² 3p² | [Ar] 3d¹⁰ 4s² 4p² | [Ar] 3d¹⁰ 4s² 4p³ | [Kr] 4d¹⁰ 5s² 5p³ | [Kr] 4d¹⁰ 5s² 5p4 |
| Densitat (g/cm³) a T ambient               | 2,34         | 2,33         | 5,32              | 5,75              | 6,68              | 6,24              |
| Duresa (escala de Mohs)                    | 9,4          | 6,5          | 6,0               | 3,5               | 3,0               | 2,25              |
| Punt de fusió (°C)                         | 2 076        | 1 414        | 938,3             | 817               | 630,6             | 449,5             |
| Punt d'ebullició (°C)                      | 4 000        | 3 265        | 2 833             | 603 (sublima)     | 1 587             | 988               |
| Conductivitat tèrmica (W/m K)              | 27,4         | 149          | 60,2              | 50,2              | 24,4              | 1,97–3,38         |
| Calor de fusió (kJ/mol)                    | 50,2         | 50,21        | 36,94             | 24,44 (gris)      | 19,79             | 17,49             |
| Energia de la banda prohibida a 300 K (eV) | 0,74–1,55    | 1,12         | 0,81              | 0,3 (α)           | 0,1               | 0,33              |

## Aplicacions
- Bor. El bor s'empra en el dopatge dels semiconductors de silici i de germani, i com a absorbent de neutrons en les piscines d'aigua borada on s'emmagatzemen els residus radioactius de les centrals nuclears. El perborat de sodi {\displaystyle {\ce {NaBO3}}} s'utilitza com a font d'oxigen actiu, amb efectes blanquejants, en detergents i altres productes de neteja. També és un component en la pasta de dents com a blanquejador. A més, es fa servir en la producció de focs d'artifici de color verd. En forma de borosilicat d'alumini i sodi, és la fabricació de vidre d'alta resistència, ja que hi aporta un baix coeficient d'expansió tèrmica. Els borats s'utilitzen en la fabricació de ceràmiques, fibra de vidre i esmalts. El carbur de bor s'utilitza en les barres reguladores de les centrals nuclears de reactors d'aigua bullent. Té una duresa de 9,3 sobre 10 a l'escala de Mohs, per la qual cosa es fa servir en blindatges de carros de combat i armilles antibales. L'energia que desprèn la ràpida combustió del bor amorf s'utilitza com a propulsor dels coixins de seguretat dels vehicles.[16]Bossa amb gel de sílice emprat com a dessecant en envasos de components electrònics, petits electrodomèstics...

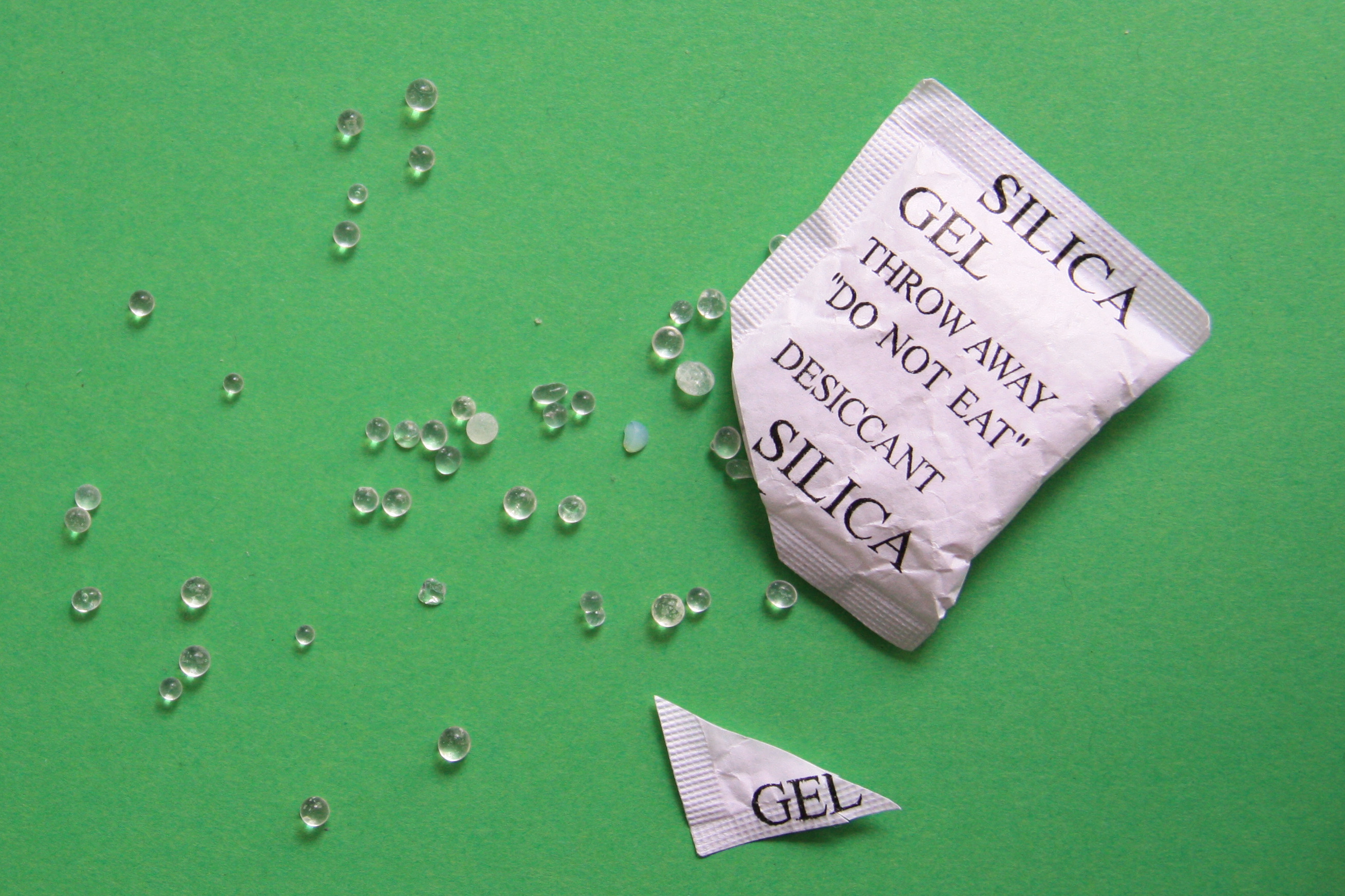
Bossa amb gel de sílice emprat com a dessecant en envasos de components electrònics, petits electrodomèstics...

- Silici. El silici ultrapur es fa servir en components electrònics i elèctrics, com ara cèl·lules fotovoltaiques, microxips i rectificadors. El silici metall s'utilitza per millorar les propietats de l'alumini en el procés de fosa. L'aliatge ferrosilici s'empra en les foneries per a millorar les propietats de l'acer. El polímer silicona que s'utilitza per a fabricar lubricants, adhesius, recipients per a forn, aïllaments de cables elèctrics, pròtesis valvulars i implants mamaris. El carbur de silici (conegut amb el nom comercial de «carborúndum») {\displaystyle {\ce {SiC}}}, un material de duresa 9 a l'escala de Mohs és un bon abrasiu i antilliscant, resistent i bon aïllant elèctric. El diòxid de silici hidratat és un component abrasiu de les pastes de dents. El gel de sílice és una forma porosa del diòxid de silici emprat com a agent dessecant.[16]
- Germani. El germani és un material semiconductor que s'utilitza junt amb el silici en circuits integrats d'alta velocitat, i substitueix l'arsenur de gal·li {\displaystyle {\ce {GaAs}}} en dispositius de comunicació sense fils. Encara s'utilitza el germani en els díodes per a transformar el corrent altern en continu i en els transistors, tot i que es reemplàça cada cop més pel silici. El germani és emprat com a material fosforescent en bombetes fluorescents i en la fabricació de díodes emissors de llum LED. El germani metàl·lic pur, en forma de discos col·locats dins l'òptica, es fa servir en equips de visió nocturna, com que és transparent als raigs infrarojos i és útil en càmeres tèrmiques per a detectar zones calentes. L'òxid de germani té un alt índex de refracció i una dispersió òptica baixa, característiques que el fan útil en la fabricació d'òptiques de gran angle en càmeres fotogràfiques, microscopis, en fibra òptica i en làsers. L'òxid de germani serveix en els catalitzadors per a la polimerització en la síntesi del politerftalat d'etilè (PET). El tel·lurur de germani i antimoni és usat en la producció de les capes de gravació de discos Blu-ray reenregistrables.[16]
- Arsènic. És un additiu en aliatges de plom. L'arsenur de gal·li {\displaystyle {\ce {GaAs}}} d'altíssima puresa (99,9999 %) és un important semiconductor que es fa servir en cèl·lules fotovoltaiques, circuits integrats, díodes làser i díodes emissors de llum de color vermell-granatós. La Xina fa servir l'arsènic en la medicina tradicional des de fa ja més de dos mil anys.[16]
- Antimoni. El principal ús de l'antimoni és la producció de retardants de flama en pintures, coles, plàstics (per a cobertes d'ordinadors i televisors, entre d'altres) i en el tractament de teixits ignífugs com ara telons de teatre o uniformes de bombers. També s'utilitza com a catalitzador en la fabricació de plàstics com el PET. És un dels components de les bateries de plom i àcid de vehicles, on intervé per a endurir el plom. L'antimoni puríssim es fa servir en la fabricació de semiconductors. L'antimoni aliat amb l'estany es fa servir en soldadures, i aliat amb el zinc aporta duresa a l'aliatge. La indústria de la ceràmica, dels plàstics i de les gomes industrials consumeixen sals d'antimoni.[16]
- Tel·luri. El tel·luri és utilitzat com a additiu a l'acer per a millorar-ne les propietats mecàniques, com són la duresa i la resistència a la corrosió. En els aliatges de coure millora la maquinabilitat sense perdre conductivitat elèctrica. El tel·luri, afegit al plom, en millora la duresa i n'incrementa la resistència als àcids. El tel·luri serveix de catalitzador en la producció de fibra sintètica. També s'utilitza en la producció de pneumàtics per a accelerar el procés de vulcanització del cautxú, procés pel qual s'escalfa el cautxú en presència de tel·luri, en substitució del sofre o del seleni, i se'l fa més dur i resistent. El tel·luri s'utilitza cada vegada més en la fabricació de cèl·lules solars de cadmi i tel·luri. El tel·lurur de cadmi i zinc s'utilitza en detectors de raigs gamma per a la medicina (en tomografia d'emissió de positrons, PET) i la indústria; el tel·lurur de cadmi i manganès s'utilitza com a semiconductor sensible als infrarojos. L'òxid de tel·luri s'usa en la preparació de la superfície regravable dels DVD i Blu-ray. El tel·lurur de bismut és un dels compostos clau de les plaques Peltier, que produeixen fred o calor a conseqüència del pas d'un corrent elèctric a través de la junció de dos metalls, aliatges o semiconductors (efecte Peltier).[16]
- Àstat. No té aplicacions industrials i només s'empra als laboratoris de recerca científica.